# Wuling de Zhao
Wuling de Zhao - en xinès simplificat: 赵武灵王 - (340 aC - 295 aC, regnà entre el 325 aC i el 299 aC) va regnar en l'Estat de Zhao durant el període dels Regnes Combatents. El seu regnat va ser famós per un important esdeveniment: les reformes consistents en "Vestir uniforme de bàrbars i usar la cavalleria en batalla" (en xinès simplificat: 胡服骑射; en xinès tradicional: 胡服騎射).
Probablement fill de Zhao Suhou (Marquès Su de Zhao, xinès simplificat: 赵肃侯), el Rei Wuling de Zhao va ascendir al tron en el 325 aC, a mitjà camí en l'era dels Regnes Combatents (els historiadors xinesos denominen així el període entre el 481 aC i 221 aC El seu regnat va coincidir amb l'aparició de diverses altres figures notables en el Regnes Combatents.
Durant els primers anys del seu regnat el Regne de Zhao va ser constantment assetjats pels Donghu (xinès simplificat: 东胡), els Linhu (xinès simplificat i tradicional: 林胡), els Liufan (en xinès simplificat: 楼烦) i els Xiongnu (xinès simplificat i tradicional: 匈奴), totes tribus errants. Açò podria haver estat d'inspiració per a les seves reformes posteriors. En el 307 aC Wuling comença les seves reformes, sobretot militars. Es van concentrar en fer de la força militar molt més adaptable a la lluites de les batalles.